# Burmagomphus asahinai
Burmagomphus asahinai là loài chuồn chuồn trong họ Gomphidae. Loài này được Kosterin, Makbun & Dawwrueng mô tả khoa học đầu tiên năm 2012.